# Orthopodomyia milloti
Orthopodomyia milloti är en tvåvingeart som beskrevs av Doucet 1951. Orthopodomyia milloti ingår i släktet Orthopodomyia och familjen stickmyggor.
Artens utbredningsområde är Madagaskar. Inga underarter finns listade i Catalogue of Life.